# Niederurnen
Niederurnen és un municipi del cantó de Glarus (Suïssa).

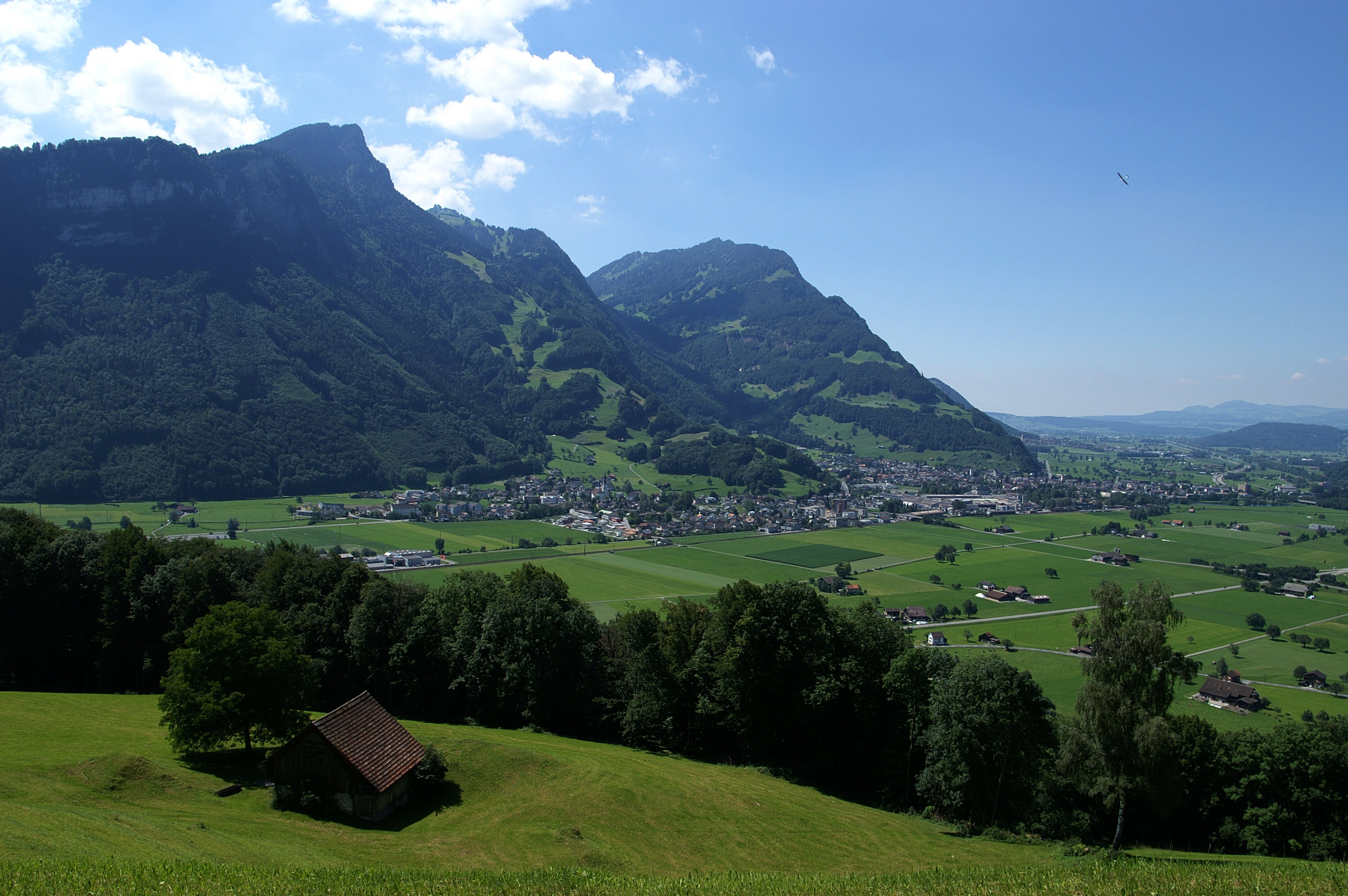
Vista de Niederurnen